# おじいちゃん勇者
『おじいちゃん勇者』（おじいちゃんゆうしゃ）は、坂本太郎による日本の4コマ漫画作品。スクウェア・エニックスのウェブコミック配信サイト『ガンガンONLINE』にて2008年10月2日から2010年3月25日まで連載された。全79話。

## 概要
連載開始前のプレスリリースで「おっさんやおじいちゃんに萌えるギャグ4コマ」とされていた通り、老人の勇者・おじいちゃん勇者が冒険の旅に出るギャグ漫画である。『増刊ヤングガンガン』Vol.4にも出張掲載された。
正式なタイトルロゴが完成するまでは、毎回「ドラゴンじじい」「ファイナルじじい」などの没になったタイトル案が扉に書かれていた。スクウェア・エニックスおよび旧エニックスは週刊漫画雑誌を刊行したことが無いため、連載開始当初は「スクウェア・エニックス史上初（たぶん）週刊連載!!」がキャッチコピーとなっていたが、後に「勇者様は後期高齢者！」へキャッチコピーが変更された。
『ガンガンONLINE』初期の連載作品の中では読者人気が高い方だったが、単行本は発売されておらず一種の「特例」扱いとして完結後も全エピソードが『ガンガンONLINE』で無料公開されていた（2016年時のサイトリニューアルの際に公開終了）。
その後2023年1月27日より、電子書籍配信会社の株式会社ナンバーナインを通じて、各種電子書籍配信販売サイトにて「坂本太郎名作劇場」シリーズ第1弾として電子書籍が配信開始された。

## 登場人物
おじいちゃん勇者（おじいちゃんゆうしゃ）
主人公。魔王を倒すために冒険の旅に出る。かなりの年寄りで、ちょっとした事ですぐ死ぬ。年甲斐もなくスケベな行動に精を出す。
ナナ
アホ毛の生えた少女。献身的でおじいちゃん勇者の世話をしており、朝に起こしに来たり、料理を作ってあげたりしている。
武闘家（女）
おじいちゃん勇者と共に旅をするショートカットの少女。
僧侶（女）
おじいちゃん勇者と共に旅をするロングヘアの少女。スクール水着を着ている。
戦士（男）
普段は鎧と兜を装備した筋肉質な角刈りのおっさん。冒険の基本的なことを武闘家に教わる役割が多い。
武闘家（男）
辮髪に中国風の服の渋いおっさん。冒険の基本的なことを戦士に知らせる役割が多い。
商人（男）
おじいちゃん勇者と仲良しのおっさん。度々おじいちゃん勇者に世界の不思議な品物の話をする。
僧侶（男）
おじいちゃん勇者と仲良しのおっさん。スケベな性格。
魔法使い（男）
老人の魔法使い。二股に分かれた帽子をかぶっている。ちょっとボケている。
おどり息子
踊り娘の男バージョン。小太り。
兄弟
髭を生やした小太りの兄と同じく髭を生やした痩せ型の弟のおっさん2人組。2人とも頭頂部が禿げていて、珍妙な帽子を被り、手袋とパンツとブーツだけという常に裸同然の格好。
この兄弟は作者の過去作品『最後の学園』にも登場していた。